# Petrophora fuscata
Petrophora fuscata är en fjärilsart som beskrevs av Barend J. Lempke 1951. Petrophora fuscata ingår i släktet Petrophora och familjen mätare. Inga underarter finns listade i Catalogue of Life.